# Ga Ōdōri
Ga Ōdōri (大通駅 Ōdōri Eki) là ga Tàu điện ngầm đô thị Sapporo ở Chūō, Sapporo, Hokkaidō, Nhật Bản, được vận hành bởi Tàu điện ngầm đô thị Sapporo. Nhà ga mở cửa vào ngày 16 tháng 12 năm 1971 như một phần của giai đoạn đầu của Tuyến Namboku. Nhà ga được đánh số  N07 đối với tuyến Namboku và H08 đối với tuyến Tōhō và T09 đối với tuyến Tōhō.

## Các tuyến
Ga Odori được phục vụ bởi tất cả các tuyến của hệ thống Tàu điện ngầm đô thị Sapporo.

## Sân ga

### Bố trí ga
| G                        | Mặt đất                           | Lối vào/Lối ra |
| B1F                      | Gác lửng trên                     | Khu soát vé Tuyến Namboku/Tuyến Tōzai, máy bán vé                                                                                              |
| B2F Sân ga tuyến Namboku | Sân ga cạnh, cửa sẽ mở ở bên trái | Sân ga cạnh, cửa sẽ mở ở bên trái |
| B2F Sân ga tuyến Namboku | Sân ga 2                          | → Tuyến Namboku hướng đi Asabu (Sapporo) → |
| B2F Sân ga tuyến Namboku | Sân ga 1                          | ← Tuyến Namboku hướng đi Makomanai (Susukino)                                                                                                  |
| B2F Sân ga tuyến Namboku | Sân ga cạnh, cửa sẽ mở ở bên trái | |
| B2F Sân ga tuyến Namboku | Gác lửng chuyển tuyến             | Lối di chuyển giữa các sân ga của Tuyến Namboku/Tōzai và các sân ga của Tuyến Tōhō Máy bán vé, khu cổng ra vào và cổng kiểm soát vé Tuyến Tōhō |
| B3F Sân ga tuyến Tōzai   | Sân ga 3                          | → Tuyến Tōzai hướng đi Shin-Sapporo (Bus Center-Mae) →                                                                                         |
| B3F Sân ga tuyến Tōzai   | Sân ga đảo, cửa sẽ mở ở bên phải  | |
| B3F Sân ga tuyến Tōzai   | Sân ga 4                          | ← Tuyến Tōzai hướng đi Miyanosawa (Nishi-Jūitchōme)                                                                                            |
| B3F Sân ga tuyến Tōzai   | Gác lửng dưới                     | Máy bán vé, khu cổng ra vào và cổng kiểm soát vé Tuyến Tōhō                                                                                    |
| B4F Sân ga tuyến Tōhō    | Sân ga cạnh, cửa sẽ mở ở bên trái | Sân ga cạnh, cửa sẽ mở ở bên trái |
| B4F Sân ga tuyến Tōhō    | Sân ga 6                          | → Tuyến Tōhō hướng đi Sakaemachi (Sapporo) →                                                                                                   |
| B4F Sân ga tuyến Tōhō    | Sân ga 5                          | ← Tuyến Tōhō hướng đi Fukuzumi (Hōsui-Susukino)                                                                                                |
| B4F Sân ga tuyến Tōhō    | Sân ga cạnh, cửa sẽ mở ở bên trái | |

#### Tuyến Namboku
| 1 | ■ Tuyến Namboku | hướng đi Makomanai |
| 2 | ■ Tuyến Namboku | hướng đi Asabu     |

#### Tuyến Tōzai
| 3 | ■ Tōzai Line  | hướng đi Shin-Sapporo |
| 4 | ■ Tuyến Tōzai | hướng đi Miyanosawa   |

#### Tuyến Tōhō
| 5 | ■ Tuyến Tōhō | hướng đi Fukuzumi   |
| 6 | ■ Tuyến Tōhō | hướng đi Sakaemachi |

## Xung quanh nhà ga
- Công viên Ōdōri
- Đại lộ số 4 (Đại lộ Sapporoeki-mae)
- Mitsukoshi
- Quận kinh doanh trung tâm
- Tòa thị chính Sapporo
- NHK Sapporo
- Tháp truyền hình Sapporo
- Tháp đồng hồ Sapporo
- Tòa nhà văn phòng chính phủ Hokkaidō cũ
- Ga Nishi 4-Chome, xe điện Sapporo
- Trụ sở cảnh sát Hokkaido
- Vườn bách thảo Đại học Hokkaido
- Khu mua sắm Tanukikoji
- Nhà hát Kino
- Chợ cá Nijo
- Bến xe buýt Chuo, Sapporo, Hokkaido
- Tòa nhà trung tâm xe buýt Odori
- Khách sạn Grand Sapporo

## Hình ảnh

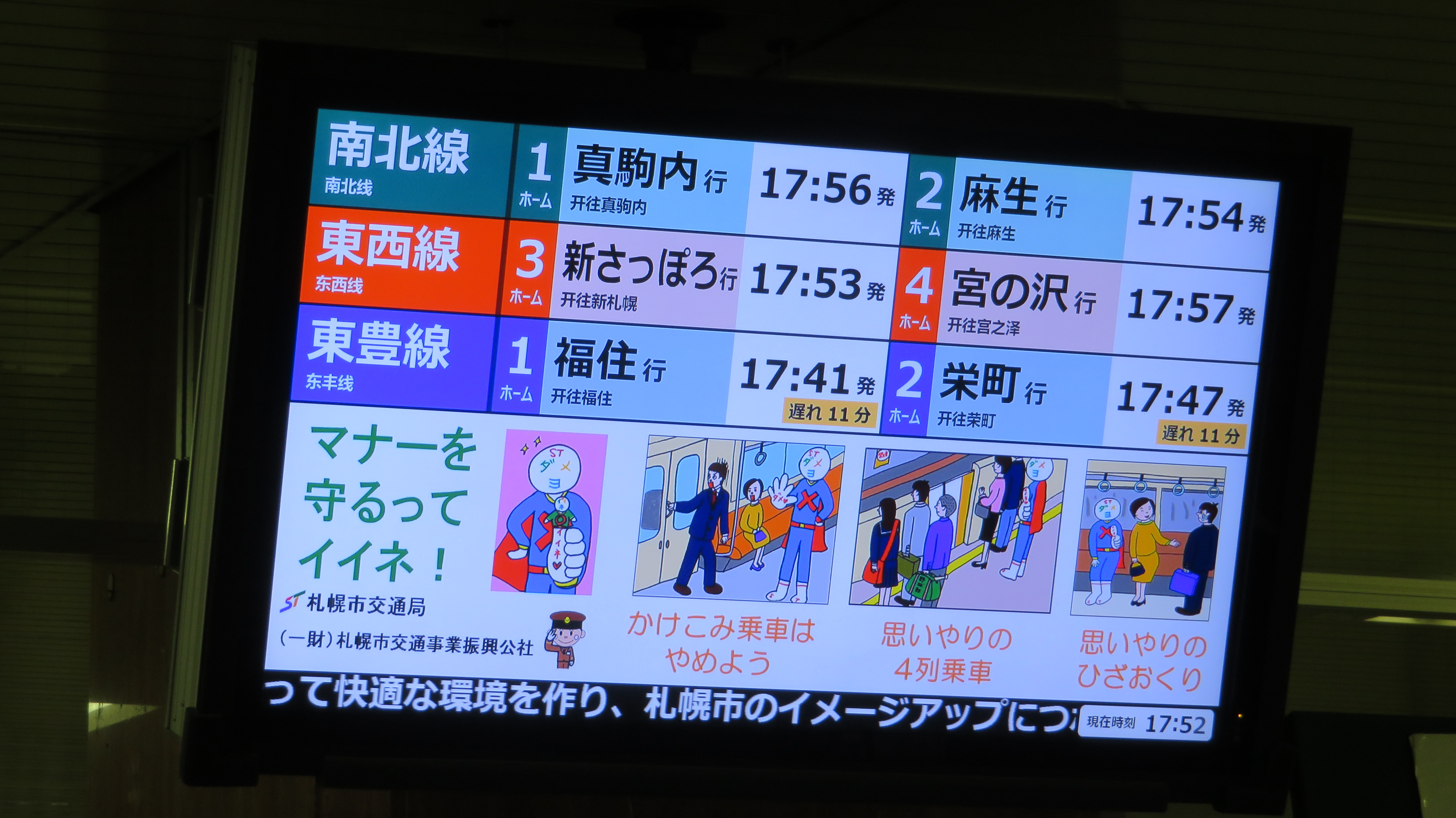
Màn hình hiển thị thông tin tàu
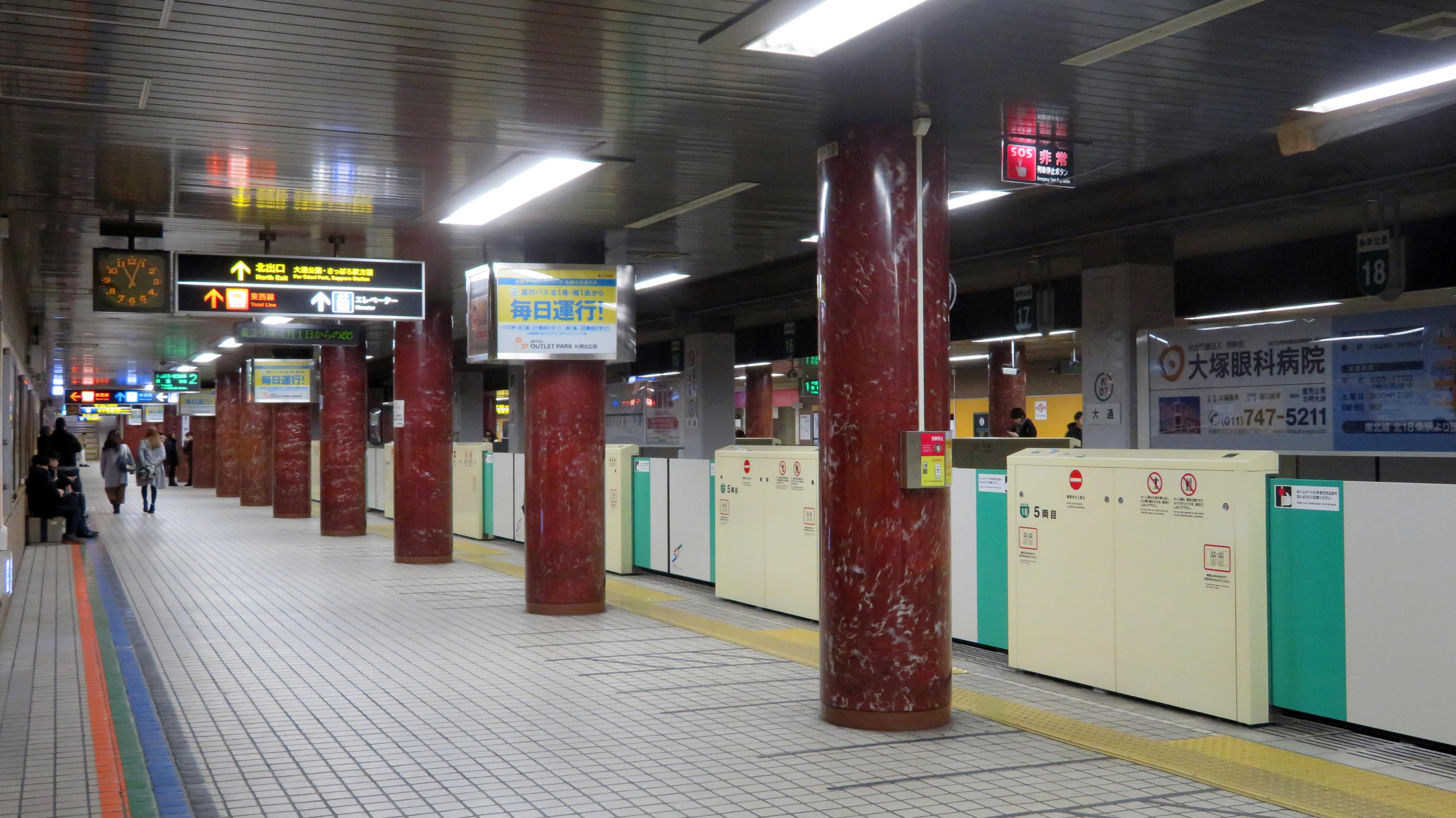
Sân ga tuyến Namboku
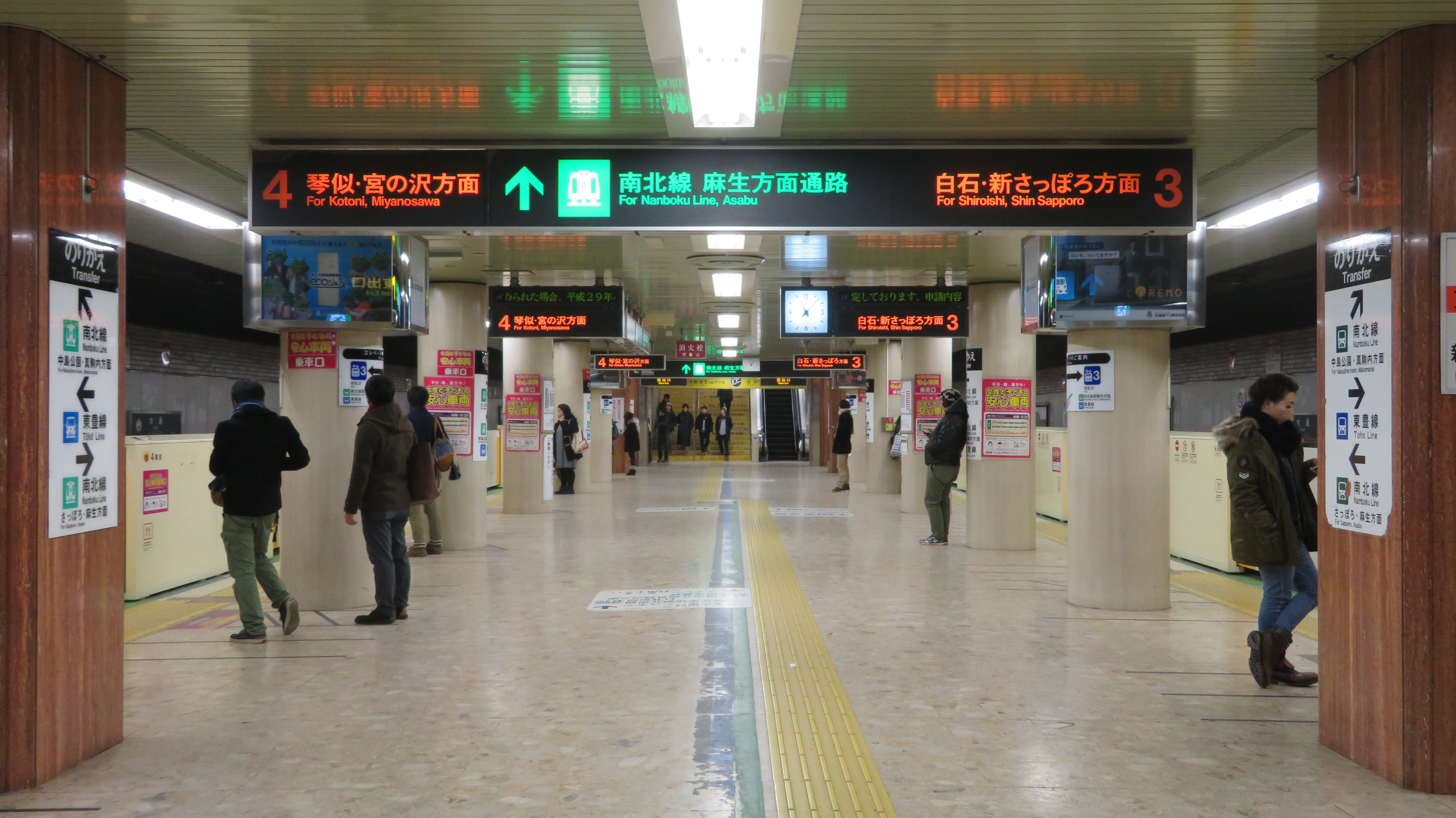
Sân ga tuyến Tozai
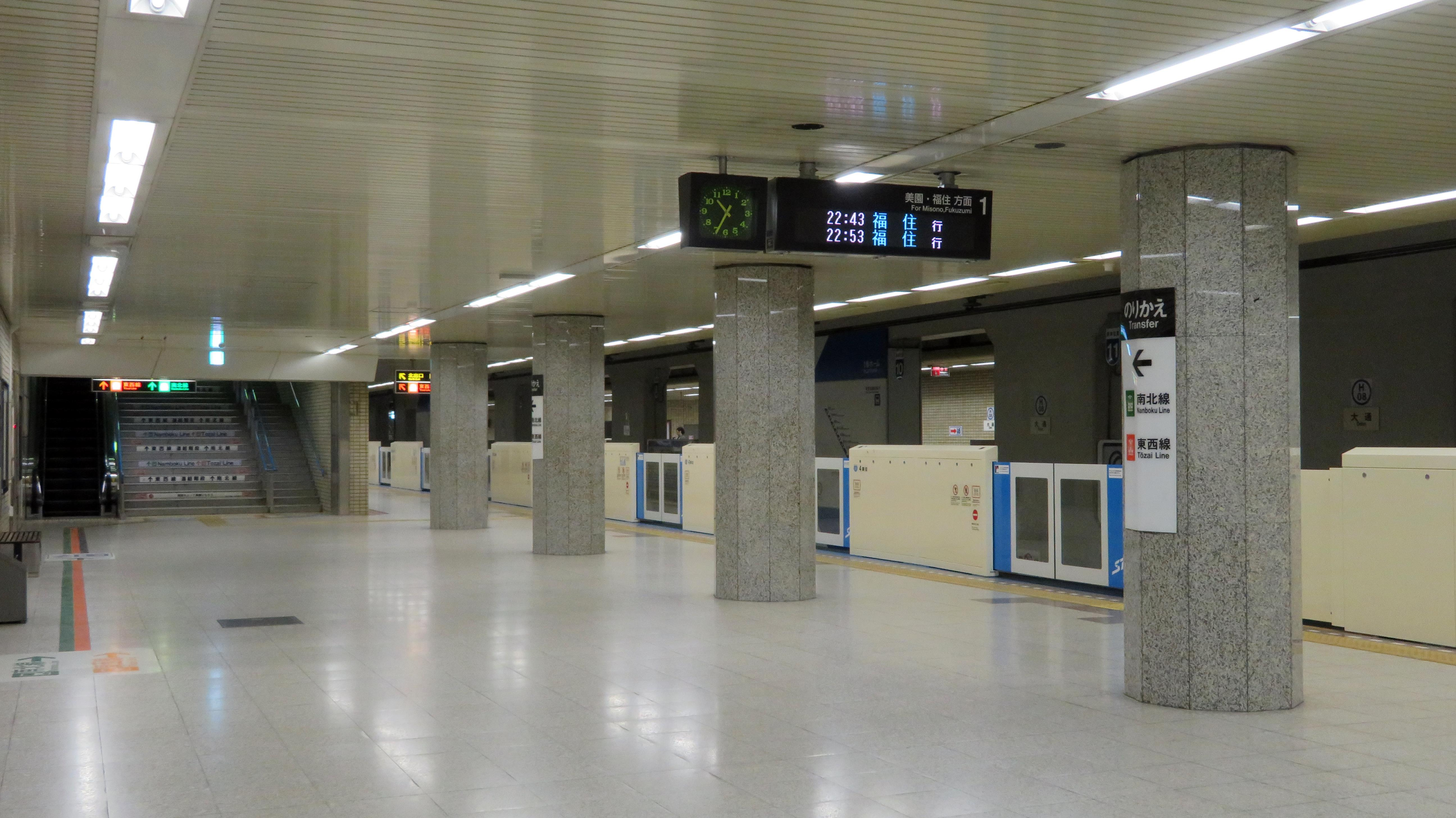
Sân ga tuyến Toho